# 인안
인안(仁安)은 발해 무왕(武王)의 연호이자 발해 최초의 연호이다. 719년에서 737년까지 19년 동안 사용되었다. 《신당서》의 기록에 따르면 719년에 고왕(高王)이 죽고 뒤를 이어 즉위한 무왕이 연호를 인안으로 바꾸었다고 한다. 인안 연호가 사용된 정확한 기간은 알려져 있지 않으나 일반적으로 일세일원(一世一元)으로 파악하고 있다.
한편 《신당서》의 기록에서 고왕 시기에도 연호를 사용하였을 가능성을 점쳐보기도 하나 정확한 연호는 알려져 있지 않다. 《단기고사》, 《환단고기》 및 태씨(太氏)의 족보 등에 천통(天統)이라는 연호가 고왕의 연호로 나타나고 있으나 해당 사료들이 대부분 위서로 의심되고 있어 발해의 정식 연호로 인정되지는 않는다.

## 연대대조표
| 인안                | 원년       | 2년        | 3년        | 4년        | 5년        | 6년        | 7년        | 8년        | 9년        | 10년       |
| 서력                | 719년      | 720년      | 721년      | 722년      | 723년      | 724년      | 725년      | 726년      | 727년      | 728년      |
| 육십간지 (六十干支) | 기미(己未) | 경신(庚申) | 신유(辛酉) | 임술(壬戌) | 계해(癸亥) | 갑자(甲子) | 을축(乙丑) | 병인(丙寅) | 정묘(丁卯) | 무진(戊辰) |
| 인안                | 11년       | 12년       | 13년       | 14년       | 15년       | 16년       | 17년       | 18년       | 19년       |            |
| 서력                | 729년      | 730년      | 731년      | 732년      | 733년      | 734년      | 735년      | 736년      | 737년      |            |
| 육십간지 (六十干支) | 기사(己巳) | 경오(庚午) | 신미(辛未) | 임신(壬申) | 계유(癸酉) | 갑술(甲戌) | 을해(乙亥) | 병자(丙子) | 정축(丁丑) |            |

## 같이 보기
- 한국의 연호

| 이전연호: | 다음연호: |
| --------- | --------- |
| -         | 대흥      |